# Albert Marinus
 (février 2018).
Si vous disposez d'ouvrages ou d'articles de référence ou si vous connaissez des sites web de qualité traitant du thème abordé ici, merci de compléter l'article en donnant les références utiles à sa vérifiabilité et en les liant à la section « Notes et références ».
Albert Marinus, né à Namur le 10 août 1886 et mort à Bruxelles le 1er février 1979 est un humaniste, sociologue, historien, écrivain et chercheur, spécialiste de réputation internationale du Folklore  et des traditions populaires.

## Biographie
Albert Marinus est né à Namur (Belgique), le 10 août 1886.
Il étudie les disciplines qui l'intéressent à l'École des Sciences sociales Solvay, sous la direction d'Émile Waxweiler.
Dès 1906, il se révèle un conférencier brillant, attentif à la vie populaire. Il écrit, entre autres, L'Organisation ouvrière internationale, Le Travail à domicile.
1908 : Il rencontre Henri Lafontaine, futur Prix Nobel de la Paix, et entre à l'Office  des associations internationales, où il devient rédacteur de l'Annuaire de la vie internationale et, à partir de 1911, de la revue La Vie internationale.
1910 : Son étude L'éducation morale et le pacifisme est primée au concours organisé par l'Alliance universelle pour la paix et l'éducation.
Journaliste au Ralliement, à La Gazette et, de 1921 à  1932, au journal Le Soir.
1920 : Charles Gheude confie la direction du nouveau Service de Recherches  historiques et folkloriques de la Province de Brabant à Albert Marinus qui en fait un centre rayonnant de ses activités de chercheur, d'écrivain, d'organisateur. Il s'y consacre pleinement jusqu'à l'âge de la retraite, en  1951.
Il crée la  revue Le Folklore brabançon, d'abord dans les deux langues nationales, puis en deux livraisons de textes originaux en chaque langue.
Il organise des expositions d'art populaire : Léau (1924), Nivelles (1926), Anderlecht (1930), Bruxelles (1935).
Il développe l'idée d'un musée de la vie populaire et même d'un musée de plein air sur le  modèle scandinave. On peut dire qu'il est l'un des promoteurs de Bokrijk et  du Fourneau Saint-Michel.
Dès 1928, à Prague, à l'occasion d'un congrès organisé par l'Institut international de coopération intellectuelle (Société des Nations), Albert Marinus œuvre pour la création d'une Commission internationale des Arts populaires.
1927-1930 : Albert  Marinus, sous l'égide du bourgmestre Adolphe Max et sous l'impulsion du Grand  Serment royal et de Saint-Georges et de l'abbé François Desmet, recrée  l'Ommegang de Bruxelles sur le modèle de celui qui défila en 1549. Le cortège sort pour la première fois à l'occasion du Centenaire de la Belgique. Cette prestigieuse reconstitution lui vaut d'être nommé Chevalier de l'Ordre de Léopold.
1934 : Professeur, il enseigne l'économie politique puis la sociologie à l'Institut pour Journalistes. Il assume cette tâche jusqu'en 1967.
1937 : Création, avec des amis folkloristes, tant flamands que wallons, de la  Commission nationale de Folklore. La nouvelle institution a pour but le développement de la recherche et la constitution d'un patrimoine immatériel,  d'une histoire de la vie populaire.
1937-1940 : Édition de son monumental ouvrage de vulgarisation : Le Folklore  belge.
1947 : Il est nommé vice-président de la Commission internationale des Arts populaires  (C.I.A.P.) et prononce à cette occasion un discours sur le rôle du patrimoine immatériel dans le rapprochement des peuples.
Cette même année, Albert Marinus participe à la création, à Londres, de l'International Folk Music Council qui a pour objet l'étude de la musique populaire. Il en assurera la vice-présidence jusqu'en 1972.
En 1949, la C.I.A.P. devient un des membres fondateurs du Conseil international de Philosophie et des Sciences humaine de l'U.N.E.S.C.O. La C.I.A.P. se réunit régulièrement et plusieurs fois en Belgique. Elle existe toujours sous l'appellation de Société internationale d'Ethnologie et de Folklore.
Les principales  initiatives de recherche et de création, dans le domaine du patrimoine immatériel, qui ont vu le jour ces dernières cinquante années en Belgique ont généralement été encouragées par Albert Marinus. Pour citer encore un exemple : la Fédération des groupes folkloriques wallons.
La commune de Woluwe-Saint-Lambert, à la vie culturelle de laquelle il contribue activement, lui consacre un clos en 1967.
En 1968, il est reçu membre d'honneur du cercle littéraire dialectal Lès Rèlîs Namurwès.
Peu avant sa  mort, le 1er février 1979, il lègue son œuvre et ses archives personnelles à la commune de Woluwe-Saint-Lambert et le bourgmestre Georges Désir a inauguré le Centre Albert Marinus le 18 juillet 1980.
Ce centre de documentation, unique en communauté Wallonie-Bruxelles, est composé d’une bibliothèque, d’une photothèque et d’une vidéothèque. Il  organise des expositions, des visites guidées ou des conférences qui concourent à la diffusion des écrits d’Albert Marinus et à la sensibilisation du public au patrimoine immatériel, aux traditions orales et à l’importance des métiers d’art, en tant qu’outils de connaissance de la vie culturelle et sociale.
Le centre apporte sa collaboration à divers projets scientifiques et mène des études et des recherches en matière de patrimoine immatériel. Il édite des ouvrages et un feuillet trimestriel où les thématiques sont abordées de manière scientifique, historique, ethnologique et artistique.
Depuis juin 2016, le Centre Albert Marinus est reconnu par l’Unesco pour exercer des fonctions consultatives auprès du Comité intergouvernemental pour la sauvegarde du patrimoine culturel immatériel. Cette accréditation place le Centre Albert Marinus au niveau d’institutions internationales. Le Centre possède des compétences reconnues et peut donc offrir des expertises et des avis en matière de patrimoine culturel immatériel. Il a notamment contribué, en 2019, à la reconnaissance de l’Ommegang de Bruxelles, comme patrimoine culturel immatériel de l’humanité par l’Unesco.

## Publications
- Actualité d'Érasme, Bruxelles, 1941.
- Érasme et l'actualité, Bruxelles, 1942.
- Le Folklore Brabançon, Bulletin du Service Provincial de Recherches Historiques et Folkloriques, périodique, 1921-1984
- Le Folklore Belge, Culture et Civilisations- éditions Historiques, Bruxelles 1974